# Gangan Comics
A Gangan Comics (月刊少年ガンガン; Gekkansónen Gangan) a Square Enix (eredetileg Enix) mangakiadója. Néhány magazinban jelentet meg mangákat, mindegyikben más olvasói korosztályt célozva a japán piacon. A magazinokban kapott helyet számos népszerű mangasorozat, melyekből animeadaptáció is készült, mint a Fullmetal Alchemist, a Moribito: Guardian of the Spirit, a Nabari no Ou és a Soul Eater.

## Magazinok

### Gekkan Sónen Gangan

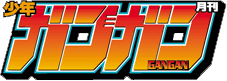
A Gekkan Sónen Gangan logója

A Gekkan Sónen Gangan (月刊少年ガンガン; Hepburn: Gekkan Shōnen Gangan; angol nyelvterületen Monthly Shonen Gangan) egy havonta megjelenő mangamagazin, mely rendszerint több, mint 600 oldal terjedelmű. A Sónen Gangant még az Enix indította el 1991-ben, hogy versengjen az olyan magazinokkal, mint a Sónen Magazine, a Súkan Sónen Jump és a Súkan Sónen Sunday. A kiadvánnyal a fiatal férfiközönséget célozta meg (a sónen jelentése fiú). Számos megjelentetett manga akció- és kalandmanga, science fiction és fantasyelemekkel, melyek népszerűek e korosztály számára.
Mangasorozatok:
- 666 Satan (O-Parts Hunter) (Kisimoto Szeisi) (befejezett)
- Akuma Dzsiten (Szujama Sinja)
- B. Icsi (Ókubo Acusi) (befejezett)
- Blade Szangokusi (Icsikava Rjúnoszuke, Makabe Taijó)
- Choko Beast!! (Aszano Rin) (befejezett)
- Code Age Archives (Naora Juszuke)
- Doubt (Tonogai Josiki) (befejezett)
- Dragon Quest: Eden no Szensitacsi (Fudzsivara Kamui) (befejezett)
- Dragon Quest Monsters + (Josizaki Mine) (befejezett)
- Emblem of Roto (Fudzsivara Kamui) (befejezett)
- Final Fantasy Crystal Chronicles: Hatenaki Szora no Mukó ni (Icsikava Rjúnoszuke) (befejezett)
- Fullmetal Alchemist (Arakava Hiromu) (befejezett)
- Full Moon (Siozava Takatosi)
- Guardian Eito (Josizaki Mine) (befejezett)
- Guardian of the Spirit (Uehasi Nahoko, Fudzsivara Kamui)
- Haré+Guu (Jungle va Icumo Hare nocsi Gú & Hare Guu) (Kindaicsi Rendzsuro) (2 sorozat, befejezett)
- Hazama no Uta (Kaisaku)
- Heroman (Stan Lee, Óta Tamon)
- Hidamari no Pinju (Ogava Miszaki)
- Flash! Funny-face Club (Sinzava Motoei) (befejezett)
- It's a Wonderful World (Amano Siro) (one shot)
- Dzsúsin Enbu (Arakava Hiromu) (eredetileg a Gangan Poweredben, befejezett)
- Kimi to Boku (Hotta Kiicsi)
- Kingdom Hearts (Amano Siro) (befejezett)
- Kingdom Hearts: Chain of Memories (Amano Siro) (befejezett)
- Kingdom Hearts II (Amano Siro)
- Kingdom Hearts 358/2 Days (Amano Siro)
- Kurenai Ódzsi (Kuvabara Souta)
- Luno (Toume Kei)
- Maborosi no Daicsi (Kanzaki Maszomi) (befejezett)
- Mahódzsin Guru Guru (Etó Hirojuki) (befejezett)
- Mamotte Shugogetten (Szakurano Minene) (befejezett)
- Matantei Loki (Kinosita Szakura) (befejezett)
- Material Puzzle (Tocuka Maszahiro)
- Megalomania (Hijama Daiszuke)
- Meteo Emblem (Sung-Woo Park)
- Nagaszarete Airantó (Fudzsisiro Takesi)
- Onikiri-szama no Hakoiri Muszume (Uraku Akinobu)
- Ószama no Mimi Okonomimi (Nacumi Kei)
- Papuva & Nangoku Sónen Papuva-kun (Sibata Ami) (2 sorozat, befejezett)
- Phantom Dead or Alive (Vatanabe Micsiaki) (befejezett)
- Saga of Queen Knight (Simomura Tomohiro) (befejezett)
- Sugen Bjakujú Rubikura (Mita Rjúszuke)
- Soul Eater (Ókubo Acusi)
- Soul Eater Not! (Ókubo Acusi)
- Spiral: Szuiri no kizuna (Mizuno Eita, Sirodaira Kjo) (befejezett)
- Spiral Alive (Mizuno Eita, Sirodaira Kjo) (befejezett)
- Star Ocean: Blue Sphere (Mizuki Aoi) (befejezett)
- Star Ocean: The Second Story (Azuma Majumi) (befejezett)
- Star Ocean: Till the End of Time (Kanda Akira) (befejezett)
- Straykeys (Juzunoki Taró)
- Toaru madzsucu no Index (Kamacsi Kazuma, Kogino Csúja)
- Tozaszareta Nerugaru (Aruma Rumi)
- Tokyo Fantasy Gakuen Júsaka: Rua no Noel (Kaisaku)
- Tokyo Underground (Uraka Akinobu) (befejezett)
- Tocugeki! Papparatai (Macuzava Nacuki) (befejezett)
- Tripeace (Tomojuki Maru)
- Twin Signal (Osimizu Szacsi) (befejezett)
- UFO Ultramaiden Valkyrie (Kaisaku) (befejezett)
- Vampire Dzsúdzsi Kai (Kimura Juri, Sirodaira Kjo)
- Violinist of Hameln (Vatanabe Micsiaki) (befejezett)
- Z MAN (Nisikava Hideaki) (befejezett)

### Gekkan GFantasy

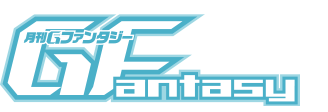
A Gekkan GFantasy logója

A Gekkan GFantasy (月刊Gファンタジー; Gekkan Dzsí Fantadzsí; Hepburn: Gekkan Jī Fantajī) vagy Gangan Fantasy egy japán sónen mangamagazin a Square Enix megjelentetésében. A magazinban publikált mangák elsősorban a fiatal férfi olvasóközönséget célozzák meg, melyek témájukat tekintve a fantasy, a természetfeletti, az akció és a horror kategóriába tartoznak.
Mangasorozatok:
- 10-4 (Maki Hasiba)
- Cuticle Detective (Mocsi)
- D-Drops (Seana)
- Daiszuke! (Kikuzuki Haszu)
- Durarara!! (Narita Rjohgo)
- E'S (Juiga Szatoru) (befejezett)
- Fire Emblem: Ankoku Rjú to Hikari no Ken (Hakoda Maki)
- Fire Emblem: Szeiszen no Keifu (Fudzsimori Nattu)
- Fire Emblem: Thracia 776 (Takanagi Júna)
- Gestalt (Kóga Jun)
- Higurasi no naku koro ni: Minagorosi-hen (Momojama Hinasze, Ryukishi07)
- Higurasi no naku koro ni: Tatarigorosi-hen (Jiro Suzuki, Ryukishi07)
- Higurasi no naku koro ni: Joigosi-hen (melléktörténet) (Mimori, Ryukishi07)
- I, Otaku: Struggle in Akihabara (Szóta-kun no Akihabara Funtóki) (Szuzuki Dzsiro)
- Kamijomi (Sibata Ami)
- Kurosicudzsi (Toboszo Jana)
- Lammermoor no Sónen Kiheitai (Nacunisi Nana)
- Monokuro Kitan (Rinka Kuszu)
- Nabari no Ou (Kamatani Juhki)
- Pandora Hearts (Mocsizuki Dzsun)
- Pani Poni (Hikava Hekiru)
- Switch (naked ape)
- Teiden Sódzso to Hanemusi no Orchestra (Ai Ninomija)
- Torikago Gakkjú (Masiba Sin)
- Zombie-Loan (Peach-Pit)

### Young Gangan
Young Gangan (ヤングガンガン; Jangu Gangan; Hepburn: Yangu Gangan) a Square Enix egy japán szeinen mangamagazinja, mely kétszer jelenik meg egy hónapban, az első és a harmadik pénteken. A magazin első száma 2004. december 3-án jelent meg.
Mangasorozatok:
- Amigo x Amiga (Szegucsi Takahiro)
- Arakava Under the Bridge (Nakamura Hikaru)
- Bamboo Blade (Igarasi Aguri, Tocuka Maszahiro)
- Bitter Virgin (Kuszunoki Kei) (befejezett)
- Black God (Sung-Woo Park, Dall-Young Lim)
- Darker than Black: Sikkikó no Hana (Ivahara Judzsi)
- Dószei Recipe (Osima Tova)
- Drop Kick
- Front Mission Dog Life and Dog Style/ Front Mission The Drive (Otagaki Jaszuo)
- Fudanshism (Morishige)
- Hanamaru Jócsien (YUTO)
- Hohzuki Island (Kei Szanbe) (befejezett)
- Jackals (Kim Byung Jin, Murata Sinja)
- Mangaka-szan to Assistant-szan to (Hirojuki)
- Mononoke (Jaeko Ninagava)
- Nikoicsi (Kindaicsi Rendzsuro)
- Szaki (Kobajasi Ricu)
- Szekirei (Gokurakuin Szakurako)
- Sikabane Hime (Akahito Josiicsi)
- Szumomomo Momomo (Ohtaka Sinobu) (befejezett)
- Tentai szensi Sunred (Kubota Makoto)
- Übel Blatt (Siono Etoródzsi)
- Umebosi (Koikeda Maja)
- Until Death Do Us Part (DOUBLE-S, Takasige Hirosi)
- Violinist of Hameln: Shchelkunchik (Vatanabe Micsiaki)
- Working!! (Takacu Karino)

### Gangan Online
Gangan Online (ガンガンオンライン; Gangan Onrain) egy ingyenes manga és light novel-publikáló online magazin a Square Enix kiadásában. Az online magazin 2008. október 2-án indult.
Mangasorozatok:
- Ai va Noroi no Nihon Ningjó (Szuihei Kiki)
- Alba Rosze no Neko (KARASU)
- Aszao-szan to Kurata-kun (HERO)
- Amanonadesiko (Ogataja Haruka)
- Aphorism (Kudzso Karuna) (eredetileg a Gangan Wingben)
- Barakamon (Josino Szacuki)
- Bujúden Kita Kita (Etó Hirojuki)
- Chokotto Hime (Kazama Ajami) (eredetileg a Gangan Wingben)
- Cjoku! (Tanigava Nico)
- En Passant (Juzunoki Taro)
- Eszoragoto (uszi)
- Hjakuen! (Tójama Ema)
- Karaszu-tengu Udzsju (Neguragi Ivanoszuke)
- Kjó mo Macsivabite (Szaeki Icsi)
- Kjószó no Simulacra (Josimura Hideaki)
- Odzsi-csan Júsa (Szakamoto Taró)
- Pocsi Gunszó (Momidzsi Mao, AKIRA)
- Rjúsika Rjúsika (Abe Jositosi)
- Szeitokai no Votanosimi. (Marumikan)
- Szengoku Szukuna (Nekotama.)
- Sikiszó (Kanda Akira)
- Sógakuszei Host Pocsi (SAORI)
- Tokjo Innocent (Narumi Naru) (eredetileg a Gangan Wingben)
- Va! (Kodzsima Akira)

Light novelek:

### Gekkan Gangan Joker

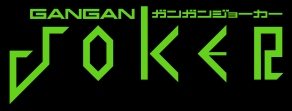
A Gekkan Gangan Joker logója

A Gekkan Gangan Joker (月刊ガンガンJOKER; angol nyelvterületen Monthly Gangan Joker) egy japán sónen mangamagazin, melyet a 2009. április 22-én kezdett megjelentetni a Square Enix.
Mangasorozatok:
- Book Girl and the Suicidal Mime (Kószaka Rito) (eredetileg a Gangan Poweredben)
- Book Girl and the Famished Spirit (Kószaka Rito)
- Corpse Party: Blood Covered (Team Guriguri, Sinomija Tosimi adaptálta) (eredetileg a Gangan Poweredben)
- Damekko Kissa Dear (Juzuki Rjóta)
- Eighth (Kavacsi Izumi)
- Himavari (Blank-Note, Hijama Daiszuke adaptálta)
- Inu x Boku Secret Service (Fudzsivara Cocoa)
- Love x Rob x Stockholm (Harusze Hiroki)
- Manabija (Kodzsima Akira)
- Nacu no Arasi! (Kobajasi Dzsin) (eredetileg a Gangan Wingben)
- NEET Princess Terrass (Simomura Tomohiro)
- Prunus Girl
- rail aile bleue (Karaszava Kazujosi)
- Szengoku Strays (Nanami Singo) (eredetileg a Gangan Wingben)
- Szeto no Hanajome (Kimura Tahiko) (eredetileg a Gangan Wingben)
- Sinigami-szama ni Szaigo no Onegai vo (Mikoto Jamagucsi)
- Sicurakuen (Naomura Tóru)
- Taszogare Otome x Amnesia (Maybe) (Dusk Maiden of Amnesia címen is ismert)
- Today's Great Satan II (Híragi Júicsi)
- Umineko no naku koro ni (Nacumi Kei, Ryukishi07) (eredetileg a Gangan Poweredben)
- Jandere Kanodzso (Sinobi)

## Megszűnt magazinok

### Gangan Powered
Gangan Powered (ガンガンパワード; Gangan Pavádo) egy japán sónen mangamagazin volt a Square Enix kiadásában. A magazin utolsó, 2009. áprilisi számát 2009. február 21-én adták ki, ezután a Gangan Joker vette át a helyét.
Mangasorozatok:
- Blan no Sokutaku ~Bloody Dining~ (Hazuki Cubasza, Mukai Sogo) (befejezett)
- Book Girl and the Suicidal Mime (Takeoka Miho)
- Final Fantasy XII (Amó Gin)
- Dzsúsin Enbu (Arakava Hiromu)
- HEAVEN (Nanasze Aoi) (befejezett)
- Higurasi no naku koro ni: Onikakusi-hen (befejezett), Cumihorobosi-hen (befejezett), és Macuribajasi-hen (Szuzuragi Karin, Ryukishi07)
- He Is My Master (Cubaki Aszu, Mattsu)
- Nuszunde Ri-Ri-Su (TINKER)
- Princess of Mana (Szeiken Denszecu: Princess of Mana) (Josino Szacuki)
- Shining Tears (Kanda Akira) (befejezett)
- Superior (Ichtys)
- Umineko no naku koro ni (Nacumi Kei, Ryukishi07)

### Monthly Gangan Wing
Monthly Gangan Wing (月刊ガンガンWING; Gekkan Gangan Wing) egy japán sónen mangamagazin volt a Square Enix kiadásában. A magazin utolsó száma, a 2009. májusi, 2009. március 21-én jelent meg, helyét ezután a Gangan Joker vette át.
Mangasorozatok:
- Alice on Deadlines (Ihara Siro)
- Brothers (Narusze Josiki)
- Aphorism (Kudzso Karuna)
- Ark (Fujuki Nea)
- Dear (Fudzsivara Cocoa)
- Chokotto Hime (Kazama Ajami)
- Enchanter (Kavacsi Izumi)
- Fire Emblem Hikari vo Cugumono (Fujuki Nea)
- Higurasi no naku koro ni: Vatanagasi-hen és Meakasi-hen (Hódzsó Jutori, Ryukishi07)
- Ignite (Hiiro Szasza)
- Kon Dzsirusi (Tojotaro Kon)
- Mahoraba (Kodzsima Akira)
- Madzsipikoru (Kinacu Kanoto)
- Nacu no Arasi! (Kobajasi Dzsin)
- NecromanciA (Hamasin)
- Otosite Appli Girl (Mocsizuki Kako)
- Szai Drill (Kavacsi Izumi)
- Szengoku Strays (Nanami Singo)
- Szeto no Hanajome (Kimura Tahiko)
- Stamp Dead (Kinacu Kanoto)
- Sjo Sjo Rika (Ueszugi Takumi)
- Tales of Eternia (Koike Joko) (befejezett)
- Tensó Jaojorozu (Kinacu Kanoto)
- Tokyo Innocent (Narumi Naru)
- Vampire Savior: Tamasii no Majoigo (Azuma Majumi) (befejezett)
- Varaszibe (Macuba Szatoru)
- Vatasi no Messiah-szama (Szú Mikazuki)
- Vatasi no Ókami-szan (Fudzsivara Cocoa)